# 蒂什维尔
蒂什维尔（法語：Ticheville，法語發音：[tiʃvil]）是法国奥恩省的一个市镇，属于阿让唐区。

## 地理
蒂什维尔（48°54'30"N, 0°15'53"E）面积9.93 平方千米，位于法国诺曼底大区奧恩省，该省份为法国西北部内陆省份，北起顺时针与卡爾瓦多斯省、厄尔省、厄尔-卢瓦省、萨尔特省、马耶讷省和芒什省接壤。
与蒂什维尔接壤的市镇（或旧市镇、城区）包括：蓬沙尔东、勒博勒努、盖尔克萨勒、鲁瓦维尔、维穆捷、欧日地区萨普。

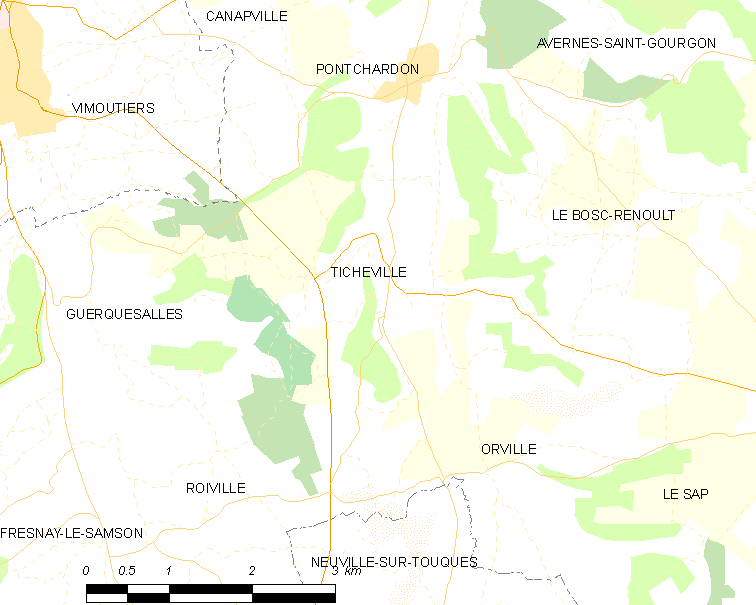
蒂什维尔的OSM定位图

蒂什维尔的时区为UTC+01:00、UTC+02:00（夏令时）。

## 行政
蒂什维尔的邮政编码为61120，INSEE市镇编码为61485。

## 政治
蒂什维尔所属的省级选区为维穆捷县。

## 人口

1962-2008年间蒂什维尔人口变化图示

蒂什维尔于2022年1月1日时的人口数量为195人。